# Cassidy Live!
Cassidy Live! es el primer álbum en vivo del cantante estadounidense David Cassidy. Fue publicado en agosto de 1974 a través de Bell Records.

## Grabación y contenido
Cassidy Live! se grabó durante su gira de conciertos británicos. Cassidy había anunciado antes de sus fechas británicas que serían sus últimas actuaciones públicas en un futuro previsible. En una reseña para AllMusic del álbum, el escritor Dave Thompson señaló que “pocos álbumes en vivo de época se acercan siquiera a capturar su emoción”. El álbum fue producido por Cassidy y Barry Ainsworth y contiene «It's Preying on My Mind», coescrita por Cassidy. También incluye versiones de éxitos como «Delta Lady» de Leon Russell, «Please Please Me» de The Beatles, «How Can I Be Sure» de The Rascals, «For What It's Worth» de Stephen Stills, y «Breaking Up Is Hard to Do» de Neil Sedaka. El álbum cierra con un popurrí extendido de «Blue Suede Shoes», «(We're Gonna) Rock Around the Clock», «Jailhouse Rock», «Rock and Roll Music», y la versión de Cassidy de «Rock Me Baby».

## Recepción de la crítica
Un escritor no especificado de Record World escribió: “Si tienes alguna duda sobre su popularidad continental, puedes comprobarlo fácilmente por los gritos desgarradores intercalados en las canciones”. Un escritor no especificado de la revista Cash Box declaró: “Grabado en vivo en Gran Bretaña, este LP es un testimonio positivo del hecho de que la estrella discográfica y televisiva de garganta plateada tiene lo necesario para bajar y hacerlo en concierto. Al elegir una variedad de materiales, Cassidy entreteje varios estilos de manera impecable”.

## Lista de canciones
| Lado uno |                                                                                             |          |  |
| N.º      | Título                                                                                      | Duración |  |
| 1.       | «It's Preying on My Mind» (David Cassidy, Kim Carnes, Dave Ellingson)                       | 4:03     |  |
| 2.       | «Some Kind of a Summer» (Ellingson)                                                         | 3:39     |  |
| 3.       | «Breaking Up Is Hard to Do» (Neil Sedaka, Howard Greenfield)                                | 2:58     |  |
| 4.       | «Medley» I. «Bali Ha'i» (Oscar Hammerstein II, Richard Rodgers) II. «Mae» (Gary Montgomery) | 4:04     |  |
| 5.       | «I Am a Clown» (Tony Romeo)                                                                 | 3:16     |  |
| 6.       | «Delta Lady» (Leon Russell)                                                                 | 4:08     |  |

| Lado dos | |          |  |
| N.º      | Título | Duración |  |
| 1.       | «Please Please Me» (John Lennon, Paul McCartney) | 2:12     |  |
| 2.       | «Daydreamer» (Terry Dempsey) | 2:10     |  |
| 3.       | «How Can I Be Sure» (Felix Cavaliere, Eddie Brigati) | 2:53     |  |
| 4.       | «For What It's Worth» (Stephen Stills) | 5:35     |  |
| 5.       | «Medley» I. «C.C. Rider Blues» (Ma Rainey) II. «Jenny Jenny» (Enotris Johnson, Richard Penniman) | 5:00     |  |
| 6.       | «Rock Medley» I. «Blue Suede Shoes» (Carl Perkins) II. «(We're Gonna) Rock Around the Clock» (Max C. Freedman, Jimmy De Knight) III. «Jailhouse Rock» (Jerry Leiber, Mike Stoller) IV. «Rock and Roll Music» (Chuck Berry) V. «Rock Me Baby» (Peggy Clinger, Johnny Cymbal) | 6:35     |  |

## Posicionamiento
| Gráfica (1974)                        | Pico de posición |
| ------------------------------------- | ---------------- |
| Australia (Kent Music Report)         | 47               |
| Japón (Oricon Albums Chart)           | 91               |
| Reino Unido (Record Mirror Top Fifty) | 9                |

## Certificaciones y ventas
| País                                                     | Certificación | Ventas   |
| -------------------------------------------------------- | ------------- | -------- |
| Reino Unido (BPI)                                        | Oro           | 100 000* |
| *cifras de ventas basadas únicamente en la certificación |               |          |